# Sylvain Luc

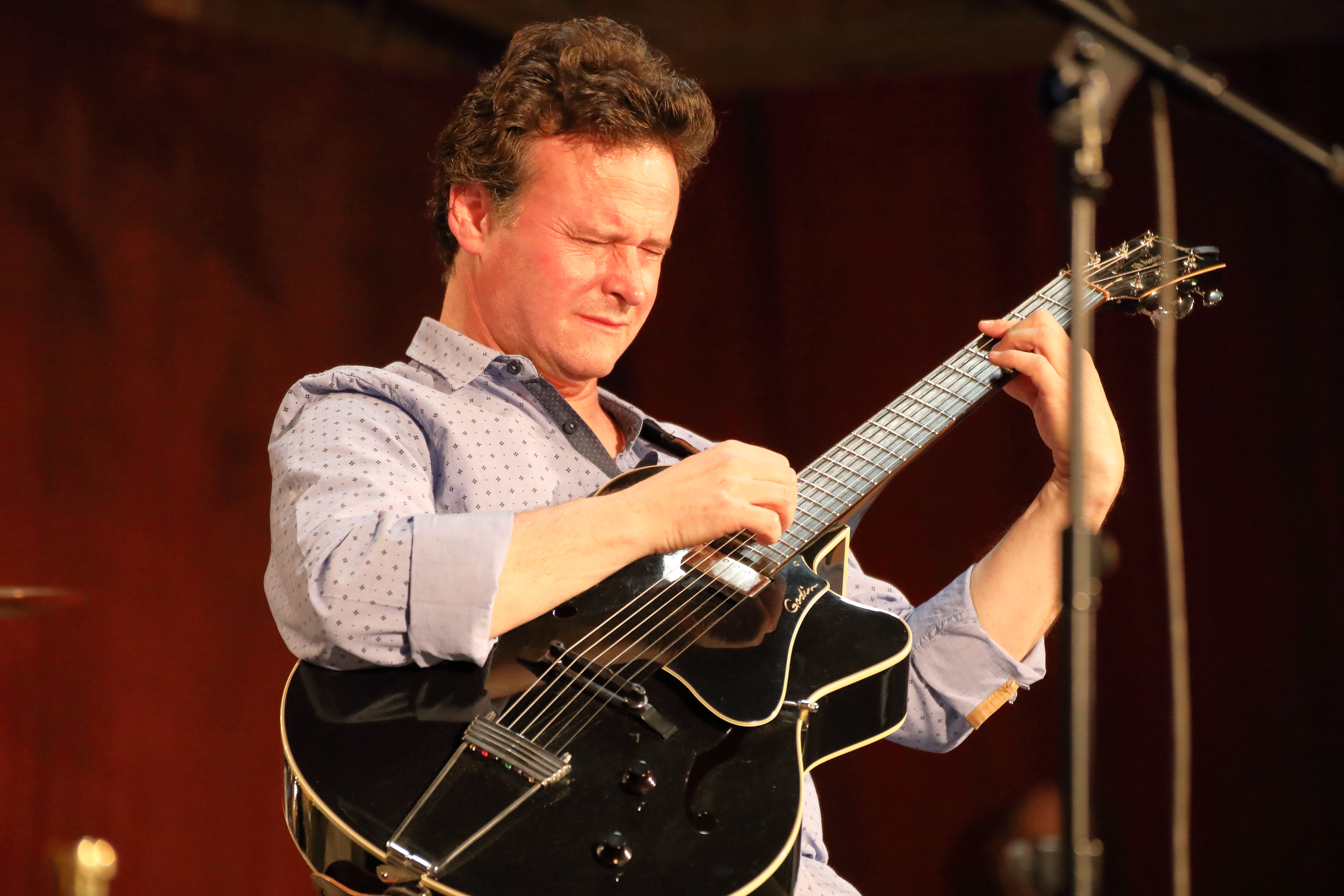
Sylvain Luc auf dem INNtöne Jazzfestival 2019

Sylvain Luc (* 7. April 1965 in Bayonne; † 13. März 2024 in Paris) war ein französischer Jazz-Gitarrist.

## Leben
Luc studierte Violine und Violoncello am Konservatorium von Bayonne und nahm außerdem Unterricht in klassischer Gitarre. In Bayonne spielte er schon früh in Gruppen seiner Familie (mit seinen Brüdern nahm er 1974 und 1977 Alben mit baskischer Musik auf) und danach in eigenen lokalen Gruppen.
Nach dem Umzug nach Paris begleitete er dort Chansonniers wie Georges Moustaki (1988), Philippe Léotard, Romain Didier, Catherine Lara (1993), den Argentinier Jairo und Michel Jonasz. Außerdem spielte er 1988 Bass im Trio des Akkordeonisten Richard Galliano und mit dem Schlagzeuger Francis Lassus (Album Piaia Naia 1998).
1993 erschien sein erstes Soloalbum Piaia (baskisch Reise). 1994 nahm er im Duett mit dem Gitarristen Louis Winsberg Petits Déja auf. 1999 bildete er mit dem Schlagzeuger André Ceccarelli und dem Bassisten Jean-Marc Jafet (mit denen er schon 1989 bis 1992 gespielt hatte) das Trio Sud (gleichnamiges Album 2002, Album Sud 2000 bei Dreyfus Jazz). Im selben Jahr spielte er auf dem Jazzfestival von Marciac mit Elvin Jones und 2000 mit Wynton Marsalis.
Ab 2006 spielte er regelmäßig im String Quartet mit Didier Lockwood, Victor Bailey und Billy Cobham und wieder im Duo mit Biréli Lagrène, mit dem er schon 1999 das Album Duet aufgenommen hatte (Summertime 2009). 2003 erschien sein Soloalbum Ambre bei Dreyfus Jazz, 2006 sein Album Joko u. a. mit Michel Portal und Jacky Terrasson.

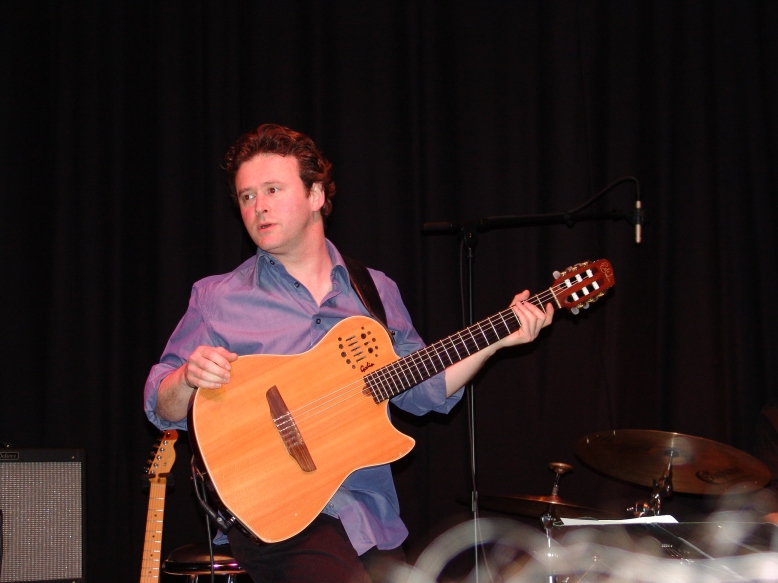
Sylvain Luc, 2008

Sylvain Luc starb im Alter von 58 Jahren am 13. März 2024 in Paris.

## Auszeichnungen
2008 erhielt er den Django d’Or (Frankreich) in der Kategorie „Etablierter Musiker“, 2010 den Prix Django Reinhardt als „französischer Musiker des Jahres“.

## Diskographie (Auswahl)
- Piaia, 1993
- Louis Winsberg, Sylvain Luc: Petits Deja, 1994
- Païa Naïa, 1998 (mit Francis Lassus)
- Sylvain Luc, Stéphane Belmondo: Ameskeri, France Megaphone, 1999
- Nahia, Pygmalion, 1999 (mit Serge & Gérard Luc)
- Trio Sud: Sud, Dreyfus, 1999 (mit André Ceccarelli und Jean-Marc Jafet)
- Sylvain Luc, Biréli Lagrène: Duet, Dreyfus, 1999
- Trio Sud, Dreyfus, 2001 (mit André Ceccarelli und Jean-Marc Jafet)
- Ambre, Dreyfus, 2003
- Joko, Dreyfus, 2006 (mit Pascal Rey, Michel Portal, Eric Longsworth, Olivier Ker Ourio, Jacky Terrasson, Bijan Chemirani)
- Trio Sud: Young and Fine, Dreyfus, 2008 (mit André Ceccarelli und Jean-Marc Jafet)
- Summertime, Dreyfus, 2009 (mit Biréli Lagrène)
- Standards (Doppel-CD), Dreyfus, 2009
- Organic, Dreyfus 2011, mit Thierry Eliez und André Ceccarelli
- Richard Galliano, Sylvain Luc: La Vie en Rose, Milan, 2015
- Sylvain Luc, Bernard Lubat: Intranquille, 2016
- Stéphane Belmondo, Sylvain Luc: 2.0, Naïve, 2019
- By Renaud Letang, Just Looking, 2021
- Simple Song, Space Time Records, 2023